# گارگا (ریشی)
گارگا (انگلیسی: Garga), (سانسکریت: गर्ग، آوانگاری: Garga) یک هندی باستانی ریشی بود که سرود ریگ‌ودا را ساخت. او همچنین به عنوان Garga Bhāradvāja ("Garga، از نوادگان بهارادواجا") شناخته می‌شود تا او را از سایر افراد همنام متمایز کند.